# ماریسا لاوریتو
ماریسا لاوریتو (ایتالیایی: Marisa Laurito؛ زادهٔ ۱۹ آوریل ۱۹۵۱) یک هنرپیشه و خواننده اهل ایتالیا است.
از فیلم‌هایی که وی در آن نقش داشته است، می‌توان به فردها و زوج‌ها و کافه اکسپرس اشاره کرد.